# Fitna
För filmen med samma namn, se Fitna (film)
Fitna, konflikten, oenigheten, schismen, är en term med en vid betydelse inom islam. Den kan vara ett samlingsnamn på de prövningar som sänds från Gud till människorna på jorden för att bepröva deras tro och lojalitet.
Fitna är ett samlingsbegrepp för krig och motsättningar mellan muslimer under hela islams konfliktfyllda historia, i synnerhet då de shiitiska imamerna kämpade för en legitimerad maktposition. Konflikterna ses som en prövning från Gud och likaså den serie av handlingar som utvecklades i och med mordet på Uthman ibn Affan, vilket ledde fram till den stora fitna. Den stora fitna är benämningen på Slaget vid Siffin, år 657 i den muslimska historien. Efter den tredje kalifen, Uthmans död tillskrevs Ali ibn Abi Talib titeln som efterträdare. Ali blev vid sin maktposition motarbetad av Uthmans släktingar som anklagade Ali för att vara delaktig i mordet på den tredje kalifen. Huvudledaren för anklagelserna var Muawiya I. Han utmanade Ali om makten genom att inte acceptera hans kalifat.
Fitna är också benämningen på denna oenighet om vem som skulle sitta vid maktpositionen och ledde till ovannämnda slag vid orten Siffin år 657. Konflikten löstes av en skiljedom som Ali inte accepterade. Händelsen utvecklades på så vis att Ali blev mördad av en av sina tidigare anhängare och makten gavs till Muawiya. Muawiyas ledarskap blev en början på det umayyadiska kalifatet, där inre konflikter utvecklade två grupper som kan liknas vid prototyper för dagens sunni- och shiamuslimer.
Fitna kan också avse "frestelse" och då oftast kvinnlig frestelse eller "fresterska". Man åsyftar då det kaos och den prövning som kan uppstå om kvinnan visar för mycket awra (kulturell definition av nakenhet), alltså visar för mycket hud. För att kontrollera sin fitna krävs ökad aql, alltså förnuft, från kvinnors sida för att lägga band på sitt nafs, alltså den negativa sidan av jaget: egot eller begäret. Etnologen Pia Karlsson Minganti menar i sin doktorsavhandling att en huvudsaklig strategi för att tygla fitna är att reglera sexualiteten till äktenskapet. Hon menar att tidiga äktenskap därför kan te sig fördelaktiga (2007: 186).